# 1125. grenadirski polk (Wehrmacht)
1125. grenadirski polk (izvirno nemško 1125. Grenadier-Regiment; kratica 1125. GR) je bil pehotni polk Heera v času druge svetovne vojne.

## Zgodovina
Polk je bil ustanovljen 11. julija 1944 kot sestavni del 559. grenadirske divizije.